# 月球重力場

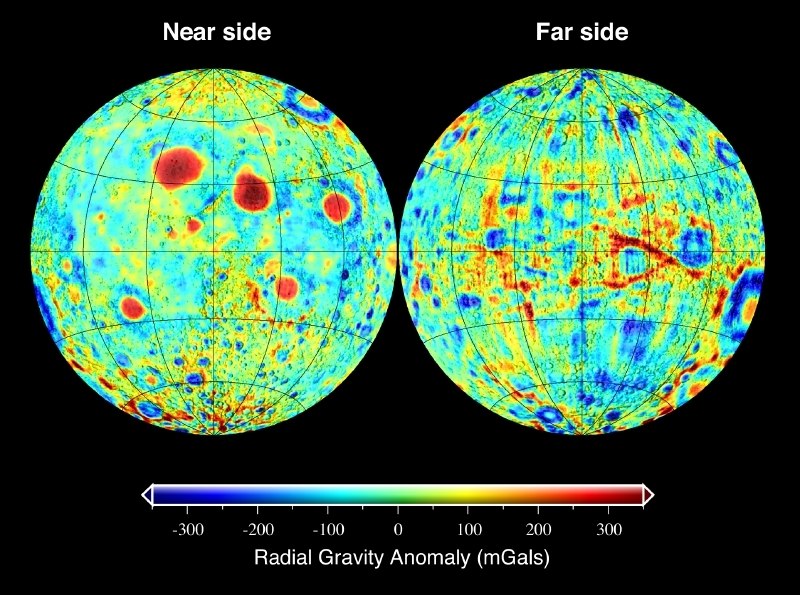
月球表面可見的重力異常，按伽顯示

月球重力場為月球所帶有的重力場。月球表面的重力加速度約為1.625 m/s2，即約地球表面重力加速度的16.6%或0.166 ɡ。月球整個表面的重力加速度差異約為0.0253 m/s2，即重力加速度的1.6%。由於重量與重力加速度為線性關係，月球上物件的重量只有地面上的16.6%。

## 重力場
科學家透過追蹤環繞月球的太空船所放出的無線電訊號來偵測月球重力場。根據多普勒效应，地面無線電站可以透過偵測無線電訊號的細微改變以精確量度繞月太空船與該地面站的距離。由於月球重力場會影響太空船的軌道，科學家就能利用繞月太空船來檢測月球上方的重力异常。然而，因為月球為潮汐鎖定，而上述方法僅能於太空船在視線範圍內時才可以使用，故初時只能量度月球正面至月球邊緣為止。2012年初，重力回溯及內部結構實驗室（GRAIL）使用兩艘太空船來偵測月球背面的重力場。

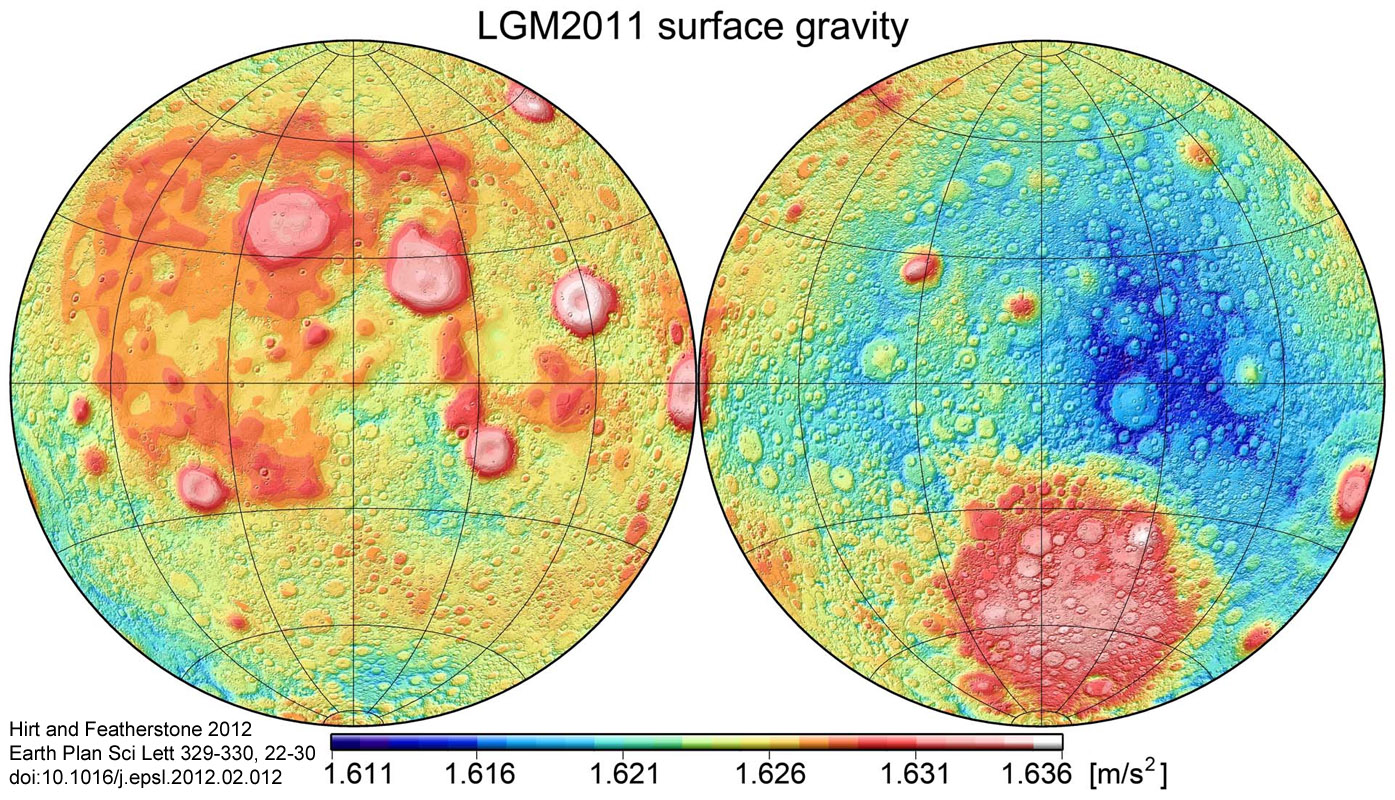
月球表面重力加速度，單位為m/s^{2}。左圖為正面，右圖為背面。地圖來自2011年月球重力模型 。

月球的重力場中可以找到質量瘤，一般皆為大型撞击坑引致的大面積正向重力異常。這些重力異常會大幅影響繞月太空船的軌道，故不論無人或載人任務皆需要小心把月球重力場計算在內。檢視月球軌道計畫的追蹤數據時發現阿波罗计划之前的導航測試顯示其位置誤差大於可接受的數值，從此首次發現月球重力場對太空船的影響。
月球的質量瘤部分源自小行星撞擊月球表面後熔岩流出再凝固而做成的月海玄武岩。然而，單靠熔岩流動不能完全解釋上述的重力異常，這種程度的質量瘤亦需要月殼和月幔上升才能達到。根據月球探勘者的重力模型，某些質量瘤沒有火山活動的痕跡。風暴洋有廣闊的月海玄武岩，卻沒有正向重力異常，而月球的質心亦與月球幾何中心稍有差別，前者稍向地球偏移約2公里。